# دیگو کاریلو
دیگو کاریلو (انگلیسی: Diego Carrillo؛ زادهٔ ۲۵ سپتامبر ۱۹۸۲) بازیکن فوتبال اهل اسپانیا است.
از باشگاه‌هایی که در آن بازی کرده‌است می‌توان به باشگاه فوتبال سابادل اشاره کرد.